# Aspidogyne rotundifolia
Aspidogyne rotundifolia là một loài thực vật có hoa trong họ Lan. Loài này được (Ormerod) Ormerod mô tả khoa học đầu tiên năm 2008.